# Daei Sport
Daei Sportswear & Equipment, также известна как Daei Sport (перс. پوشاک ورزشی دایی‎) — иранская частная компания, которая принадлежит известному в прошлом иранскому футболисту, легенде иранского футбола, а ныне тренера — Али Даеи. Производит спортивную одежду и экипировку, спортивный инвентарь. Штаб-квартира компании расположена в столице Ирана Тегеране.
Компания Daei Sportswear & Equipment была основана в 2009 году самим Али Даеи. В течение 2009 года, компания Daei Sport обеспечивала спортивной формой национальную сборную Ирана. В разные годы, спортивными формами данной компании пользовались и пользуются различные футбольные клубы Ирана. Компания имеет сеть своих фирменных магазинов по всему Ирану.

## Некоторые команды, которые пользовались и пользуются продукцией Daei Sport
- Национальная сборная Ирана
- Молодёжная сборная Ирана, юношеская сборная Ирана
- Дамаш Гилан
- Рах Ахан
- Саба Ком
- Нафт Тегеран